# Air Niger
A  Air Niger  é uma companhia aérea do Níger.